# Kul Gali
Kul Gali (tat. قل علی, Кол Гали, ros. Кул Гали́, chv. Кул Али, bak. Ҡол Ғәли, ur. 1183?, zm. 1236) – średniowieczny muzułmański poeta, żyjący na terenie Bułgarii Wołżańsko-Kamskiej. Jego najsłynniejszym dziełem jest Qíssa-i Yosıf  (قصه یوسف, Opowieść o Jusufie) napisana w języku starotatarskim.

## Życie
Istnieje niewiele informacji na temat jego życia, wszystkie znajdują się w dziele Таварих-и Болгария (Historia Bułgarii) tatarskiego historyka Tadżetdina Jalczygula, który zalicza go do swoich przodków. Na podstawie tej biografii tatarski uczony Muchametow zrekonstruował życiorys Kul Galego. Urodził się prawdopodobnie przed 1174 w Kyszanie (Кышан) lub w innym z miast Bułgarii Wołżańsko-Kamskiej. Jego ojcem był Mirchadżi (Мирхаджи). Ok. 1176 poeta ukończył medresę w Chorezmie i w niej uczył do ok. 1220, następnie przeniósł się do miasta Urgencz, a później wrócił do ojczyzny. Zginął w Biljarze (dziś Biljarsk) podczas podboju nadwołżańskiej Bułgarii przez wojska Batu w 1236.  
Według historyka Rawiła Bucharajewa, Gali prawdopodobnie urodził się w rodzinie duchownego. Mieszkał lub studiował w różnych miastach nadwołżańskiej Bułgarii, a być może podróżował do Iranu, Syrii i innych części Bliskiego Wschodu. Swój najsłynniejszy poemat napisał w 1233.  

## Opowieść o Jusufie
Pierwsze dzieło tureckiej literatury, które powstało na podstawie biblijno-koranicznej opowieści o Józefie Pięknym, wywodzącej się z mitów asyro-babilońskich. Kul Gali twórczo przerobił temat, rozwijając niektóre motywy i dodając nowe epizody i szczegóły. Qissa ma charakter religijny i dydaktyczny. Podejmuje ważne tematy: piękno życia, natury, piękno ludzkiego społeczeństwa, ciała i duszy człowieka i problemy moralno-filozoficzne: dobro i zło, wierność i zdrada, przyczyna i skutek, zbrodnia i kara.
Główny bohater Jusuf jest uosobieniem piękna. Jego obecność może leczyć dolegliwości i napełniać świat zapachem. Jest mądry, wierny i zdolny do przebaczania. We śnie Jusuf śni, że staje się władcą, którego imię jest znane na Wschodzie i na Zachodzie. Na wieść o tym śnie zazdrośni bracia próbują się go pozbyć: wrzucają go do studni, a potem sprzedają w niewolę. Dzięki swojej przenikliwości Jusuf ratuje ludność Egiptu przed klęską głodu i zostaje władcą kraju. Wątek miłosny w utworze ma wyraźnie awanturniczy charakter: córka jednego z władców Orientu, Zulejka, zakochuje się we śnie w Jusufie, który jawi się jej jako władca Egiptu. Jej ojciec informuje egipskiego władcę Kansafara o chęci poślubienia mu swojej córki. Po przyjeździe do kraju przyszłego męża bohaterka odkrywa, że nie jest on tym mężczyzną, którego wyobrażała sobie we śnie. Zulejka wychodzi za mąż za Kansafara, ale nie żyje z nim. Kilka lat później jej mąż kupuje Jusufa, a Zulejka wyznaje mu miłość, ale bohater ją odrzuca. Dopiero gdy jest już starszą kobietą, zdobywa uczucie ukochanego, a potęga Allaha sprawia, że znów staje się młoda.
Nie odnaleziono autografu poematu. Znane jest ok. 150 pełnych oraz niekompletnych kopii. Głównym terenem ich występowania jest obszar od Uralu do Wołgi. 
Jest ważnym dziełem w rozwoju literatury i kultury tatarskiej. Poemat wywarł wielki wpływ na rozwój twórczości literackiej ludów tureckojęzycznych, w tym literatury baszkirskiej. Znanych jest ok. 50 utworów poezji i prozy związanych z tym tematem.  Przez wieki był często wykorzystywany jako podręcznik do nauki lub doskonalenia umiejętności czytania przez dzieci i dorosłych.